# Gianluca Frabotta
Gianluca Frabotta (Roma, 24 de junio de 1999) es un futbolista italiano que juega en la demarcación de defensa y milita en el Cesena F. C. de la Serie B de Italia.

## Biografía
Su primer equipo como futbolista profesional fue el Bologna F. C. 1909, con el que permaneció en varios partidos en el banquillo, pero nunca llegó a debutar. Se marchó cedido a la A. C. Renate y al Pordenone Calcio, hasta que finalmente en 2019 se marchó a la disciplina de la Juventus de Turín. Tras jugar varios partidos en el equipo sub-23, el 1 de agosto de 2020 debutó con el primer equipo en la Serie A contra la A. S. Roma. Después de jugar dos temporadas en el equipo turinés, encadenó varias cesiones en el Hellas Verona F. C., la U. S. Lecce, el Frosinone Calcio, la S. S. C. Bari y el Cosenza Calcio.
En agosto de 2024 abandonó definitivamente el equipo turinés después de ser traspasado al West Bromwich Albion F. C. y firmar un contrato por tres años. En el primero disputó siete partidos y doce meses después de su llegada llegó a un acuerdo para su desvinculación. Entonces volvió a Italia y se comprometió por una temporada con el Cesena F. C.

## Clubes
| Club                         | País       | Año       | Partidos | Goles |
| ---------------------------- | ---------- | --------- | -------- | ----- |
| Bologna F. C. 1909           | Italia     | 2017-2018 | 0        | 0     |
| A. C. Renate (cedido)        | Italia     | 2018-2019 | 13       | 0     |
| Pordenone Calcio (cedido)    | Italia     | 2019      | 7        | 0     |
| Juventus de Turín "B"        | Italia     | 2019-2020 | 20       | 1     |
| Juventus de Turín            | Italia     | 2020-2021 | 18       | 1     |
| Hellas Verona F. C. (cedido) | Italia     | 2021-2022 | 2        | 0     |
| U. S. Lecce (cedido)         | Italia     | 2022      | 0        | 0     |
| Frosinone Calcio (cedido)    | Italia     | 2022-2023 | 22       | 0     |
| S. S. C. Bari (cedido)       | Italia     | 2023-2024 | 7        | 0     |
| Cosenza Calcio (cedido)      | Italia     | 2024      | 15       | 3     |
| West Bromwich Albion F. C.   | Inglaterra | 2024-2025 | 7        | 0     |
| Cesena F. C.                 | Italia     | 2025-     |          |       |

## Palmarés

### Campeonatos nacionales
| Título              | Club             | País   | Año  |
| ------------------- | ---------------- | ------ | ---- |
| Supercopa de Italia | Juventus F. C.   | Italia | 2020 |
| Copa Italia         | Juventus F. C.   | Italia | 2021 |
| Serie B             | Frosinone Calcio | Italia | 2023 |